# تتسویا کانو
تتسویا کانو (انگلیسی: Tetsuya Kanno؛ زادهٔ ۳۰ اوت ۱۹۸۹) بازیکن فوتبال اهل ژاپن است.